# کاهوکو، ایشیکاوا
کاهوکو در استان ایشیکاوا در کشور ژاپن واقع شده‌است  که دارای جمعیت ۳۴٬۷۴۷ نفر و مساحت ۶۴٫۷۶ کیلومتر مربع با تراکم جمعیت ۵۳۷  نفر در کیلومترمربع است و در تاریخ ۱ مارس ۲۰۰۴ به عنوان شهر شناخته شد.